# Dūnagiri
Dūnagiri är ett berg i Indien. Det ligger i distriktet Chamoli och delstaten Uttarakhand, i den norra delen av landet. Toppen på Dūnagiri är 7 066 meter över havet, eller 1 391 meter över den omgivande terrängen.
Den högsta punkten i närheten är Nanda Devi, 7 816 meter över havet, 18,5 km sydost om Dūnagiri. Trakten runt Dūnagiri är permanent täckt av is och snö.